# Гендарганой
Гендарганой (в ед. числе — Гендаргно, также известны как Гендаргной, Гендаргеной и Гендаргуной) — один из крупнейших чеченских тайпов. В традиции чеченской этноиерархии входит в территориальное общество (тукхум) Нохчмахкахой. Историческая родина — селение Гендаргана (ныне село Гендерген, Ножай-Юртовского района Чеченской Республики). Также существует гипотеза о происхождении этого тайпа из исторической области Нашха.
| Наиб Иса | Учар-Хаджи | Наиб Хоза | Наиб Элдарха | Наиб Хату | Наиб Тапа | Исмайлин Дуда |

Гендарганойцы играли важную роль в антиколониальной борьбе горцев Северо-Восточного Кавказа XIX века, возглавляя восемь важнейших наибств (участков) Северо-Кавказского имамата, территория которых простиралась от Хасавюрта на востоке до реки Фортанга на западе.
В конце XX — начале XXI веков выходцы из тайпа Гендарганой объединились в составе салафитской группировки «Урус-Мартановский джамаат». Эту группировку нередко называли сильнейшей военной силой в Чечне.
В наши дни входит в число двух самых больших тайпов Чечни. Больше всего представителей этого тайпа проживают вблизи северных склонов Чёрных гор.

## Название

### Происхождение названия
Основная версия происхождение названия Гендарганой — от имени одного полумифического предка этого тайпа. Другие источники связывают название тайпа с забытым словом «гендарг», которым чеченцы обозначали предмет или вещь, затыкающее или прикрывающее что-либо. В пользу этой версии говорит тот факт, что родовая башня тайпа Гендарганой Венда-гала стоит обособлено и возможно прикрывало стратегическое направление.
В 1978 году советский исследователь-краевед Ахмад Сулейманов также высказал предположение о происхождении названия тайпа Гендаганой (у Сулейманова — 
гендарганой) от имён двух братьев — Гандар и Гуно, которые основали родовое селение гендарганойцев — Гендаргана.

### Примеры вариантов написания названия тайпа Гендарганой
| №  | Название    | Автор                  | Источник                                                          | Дата |
| -- | ----------- | ---------------------- | ----------------------------------------------------------------- | ---- |
| 1. | Гендургирал | Иоганн Гюльденштедт    | Путешествие по Кавказу в 1770—1773 гг.                            | 1770 |
| 2. | Гендергеной | Семён Броневский       | Новейшия географическия и историческия извѣстия о Кавказѣ         | 1823 |
| 3. | Гендиргеной | Александр Нейгардт     | Рапорт генерала генерала Нейгардта военному министру А. Чернышёву | 1842 |
| 4. | Гендыргеной | Николай Благовещенский | Сборник свѣдѣній о Терской области: изданіе Терскаго              | 1878 |
| 5. | Гендригойцы | Алексей Костерин       | Перевал: Сборник                                                  | 1924 |
| 6. | Гендарганой | Ахмад Сулейманов       | Топонимия Чечено-Ингушетии                                        | 1975 |
| 7. | Гендаргной  | Малик Сайдуллаев       | Чеченскому роду нет переводу                                      | 1999 |
| 8. | Гендаргуной | Александр Ляховский    | Зачарованные свободой: тайны кавказских войн                      | 2006 |

## Расселение

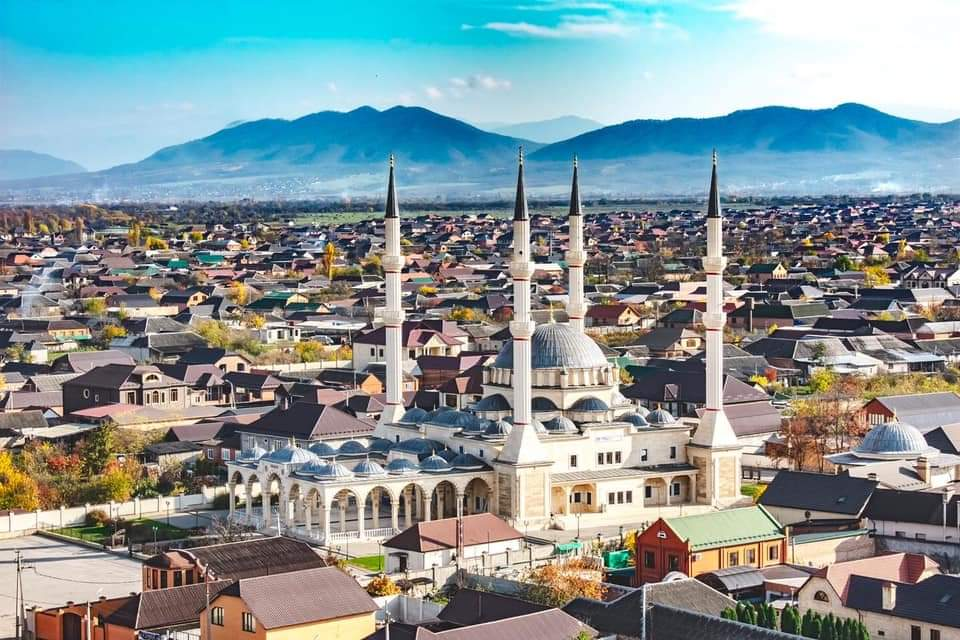
Юго-Восточная часть квартала гендарганойцев (Гендаргной йукъ) в городе Урус-Мартан

Расселение тайпа Гендарганой по территории современной Чеченской Республики объясняется историками тем, что их перемещения происходили по вынужденным обстоятельствам; многочисленные орды кочевников в разные периоды истории вытесняли чеченцев с равнинных и предгорных земель в горы. Это неоднократно приводило чеченский народ на грань полного исчезновения. Однако умение противостоять разного рода захватчикам, а также неприступность чеченских гор — спасли народ от исчезновения.
Родовое селение, сохранившее тайповое имя «Гендерген», расположена в центральной части исторической области Нохч-мохк (Ичкерия). Основание села Гендерген не определено точной датой. Однако известно, что в период нашествия Тамерлана в Чечню в XIV веке Гендерген и некоторые другие поселения Ичкерии вели уже оседлый образ жизни.
В наши дни Гендарганой является крупнейшим тайпом в Центральной и Юго-Западной Чечне. Основная его часть проживает на предгорных и равнинных территориях Республики. На разных этапах своей истории тайп основал такие поселения, как Урус-Мартан, Мартан-Чу, Танги-Чу, Новые Атаги, Чулга-Юрт, Гендерген и Пхочу, а также Накха-Отар и Гендырген (ныне в составе Республики Дагестан). Помимо собственно в тайповых поселениях, также проживают в сёлах Чири-Юрт, Старые Атаги, Дуба-Юрт, Бено-Юрт, Аух, Гойты, Ачхой-Мартан, Пседах и многих других.

## Численность
Подсчёт численности нахского населения по отдельным обществам производился исследователями всегда приблизительно, поэтому, на сегодняшний день точных сведений и о численности гендарганойцев не существует. Согласно публикациям в прессе и интернете в конце XX — начале XXI веков, гендарганой считается одним из крупнейших чеченских тайпов. Иногда журналисты/блогеры говорят о нём как о втором по величине тайпе Чечни (напр. И. Новикова), иногда даже указывается численность — 100 000 человек (напр. В. П. Лебедев).

## Состав
Ветви, входящие в состав тайпа Гендарганой: 

| Название | Название | Самоназвание   |
| Айдамир  |          | Айдамир-некъе  |
| Аппаз    |          | Ӏаппаз-некъе   |
| Батал    |          | Батал-некъе    |
| Берси    |          | Берси-некъе    |
| Буози    |          | БӀози-некъе    |
| Кёхарси  |          | Коьхарси-некъе |
| Лорси    |          | Лорси-некъе    |
| Ляжги    |          | Лаьжги-некъе   |
| Мамми    |          | Мамми-некъе    |
| Мовсар   |          | Мовсар-некъе   |
| Моаги    |          | МоӀги-некъе    |
| Мозги    |          | Мозги-некъе    |
| Муги     |          | Муги-некъе     |
| Мухлин   |          | Мухьлин-некъе  |
| Мюжг     |          | Муьжг-некъе    |
| Мюлги    |          | Муьлги-некъе   |
| Нини     |          | Нини-некъе     |
| Ноккхой  |          | Ноккхой-некъе  |
| Нохи     |          | НогӀи-некъе    |
| Овки     |          | Овки-некъе     |
| Саи      |          | СаьӀи-некъе    |
| Сайки    |          | Сайки-некъе    |
| Седи     |          | Седи-некъе     |
| Сингал   |          | Сингал-некъе   |
| Солт     |          | Солт-некъе     |
| Сохти    |          | Сохьти-некъе   |
| Такалш   |          | ТӀакӀалш-некъе |
| Теси     |          | Теси-некъе     |
| Товзар   |          | Товзар-некъе   |
| Тучи     |          | Тучи-некъе     |
| Эскарх   |          | Эскарх-некъе   |
| Ясхаб    |          | Йасхьаб-некъе  |
| Яхот     |          | Йахот-некъе    |

## Этническая история

### Легенды и предания
Согласно Ахмаду Сулейманову, предания и сведения тептара говорят о возникновении родового селения гендарганойцев в X веке. Легендарным основателем аула Гендерген считается Гандар из Нашхи. В переиздании работы Сулейманова 1997 года появилась вставка ещё об одном предании, согласно которому тайп Гендарганой ведёт своё происхождение от внука сирийского царя Гундаргена. Предание было помещено в главе посвящённой тайпу Гуной; в первоначальной работе 1978 года в главе о Гуное такого предания нет. Ряд исследователей (например, д-р ист. наук, профессор Г. З. Анчабадзе, 2001) сомневаются в возможности сирийского происхождения нахских предков, считая, что эта деталь явно вставлялась в сказания позднее, и связана с распространением ислама.
По версии Сайпуди Натаева, предок тайпа Гендарганой приходился внуком Турпалу-Нохчо, которого считают прародителем чеченского народа.

### Связь с исторической областью Нашха

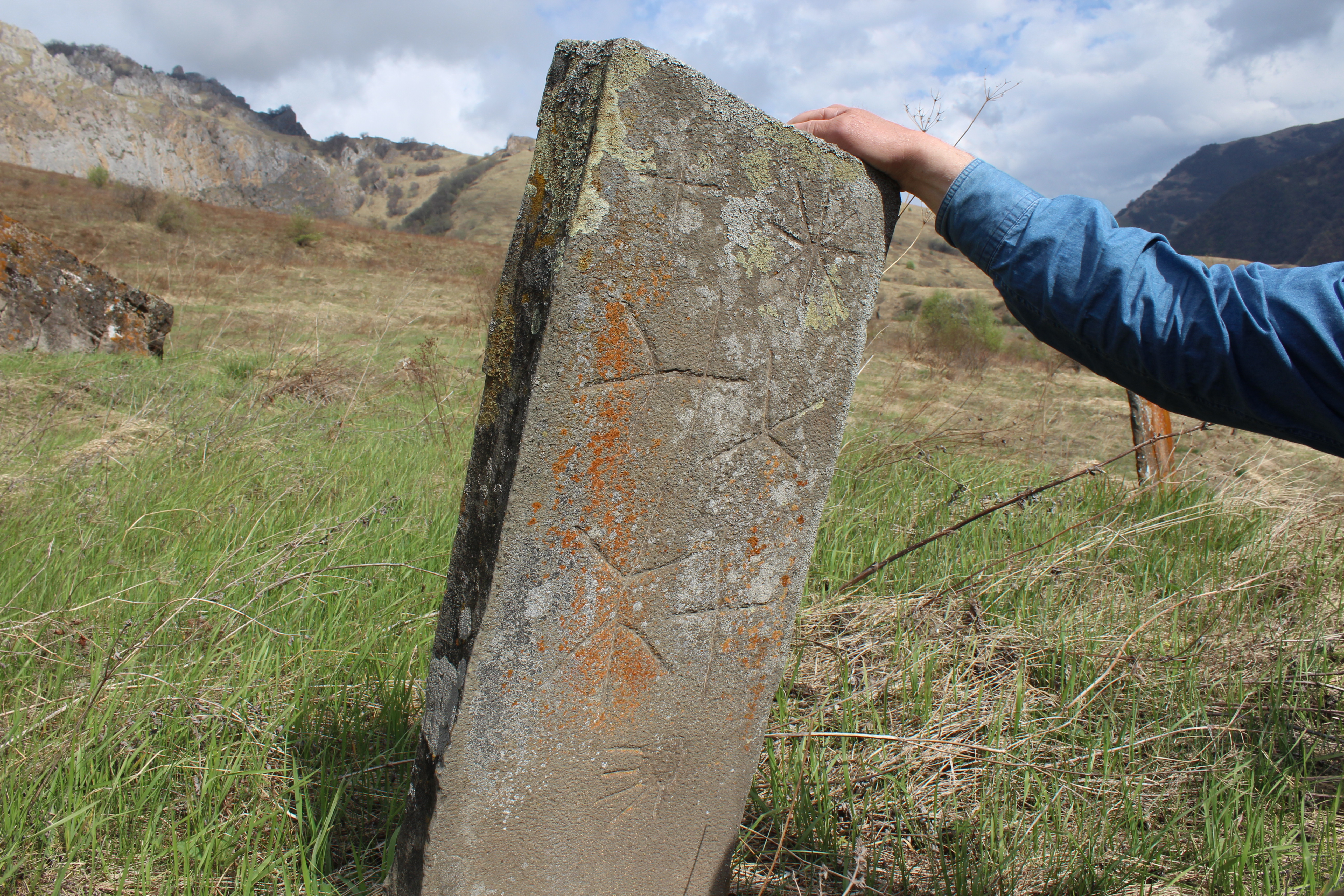
Гендарганой-кешнаш — «кладбище гендарганойцев» в Нашха (окрестности Моцарой, 03.05.2014).

Область Нашха считается прародиной многих чеченских тайпов. Именно там, по преданию, родился прародитель чеченского народа Турпала-Нохчо. У него было десять сыновей. От одного из них ведут своё происхождение тайпы Гендарганой, Нашхой, Пешхой, Майстой, Чеберлой, Беной и Нижалой. Когда потомство Турпала-Нохчо разрослось, в Нашхе появились следующие селения: Хийла, Моцар, Тийста, Чармах, Хайбах. В одном из них жил предок тайпа Гендарганой. Об этом писал Ахмад Сулейманов: 
«Венда гала „Венда (?) (ж) башня“ — на з. стороне Хийлах. Первая часть названия неясна. По преданиям, здесь жили гендарганойцы (этническая группа).».
Существование преданий о проживании гендарганойцев в этой исторической области (которые зафиксировал А. С. Сулейманов), а также некоторые другие сведения (например, материалы архива наследников Шоипа Центероевского), позволяют исследователям предполагать, что связь между этим тайпом и Нашха могла существовать. В этом случае, наиболее вероятно, что гендарганойцы могли иметь отношение к нашхинским аулами Хила и Чермохкой (чечен. Чӏармаха).

### Миграционные процессы и участие в формировании чеченского этноса
Нахские этногруппы имеют древнейшую на Кавказе историю, однако, формирование собственно чеченского народа является результатом сложных процессов внутренней этнической консолидации восточнонахского населения только в XVI—XVIII веках. В этот период происходит миграция нахских обществ на предгорные равнины и параллельно происходит их исламизация — важнейший религиозно-культурный фактор образования чеченского этноса. Ядром объединения чеченцев стала историческая общность нохчий (совр. нохчмахкахойцы) — выходцы из исторической области Нохчмохк (другое название — Ичкерия; совр. Ножай-Юртовский и Веденский районы Чечни), распространившие своё племенное название на все остальные этногруппы говорившие с ними на общем языке.

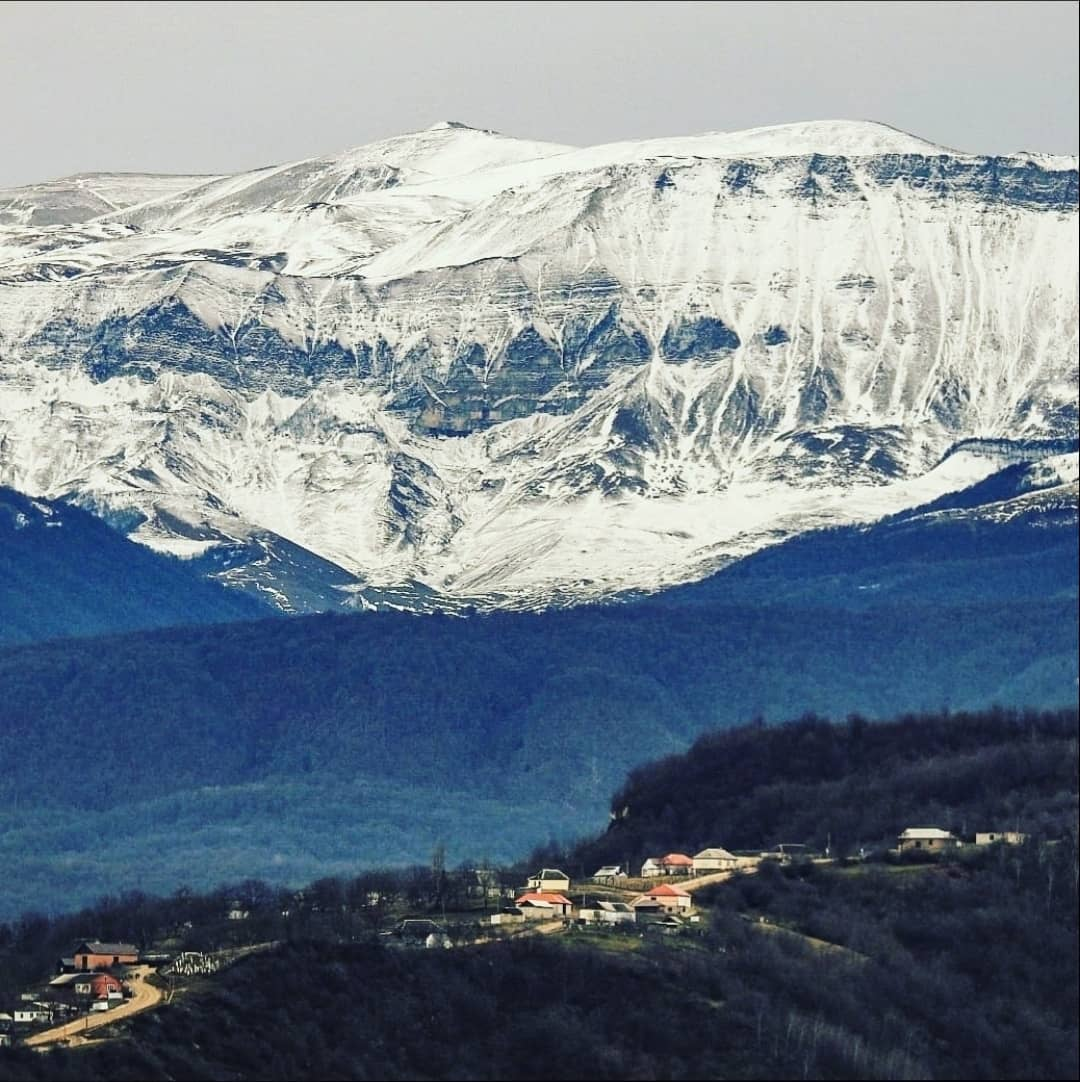
Гендерген

Расселение гендарганойцев из Нашхи на восток происходило по альпийскому поясу Кавказского хребта: в XIV веке группа гендарганойцев, в поисках подходящего места проживания, дошла до хребта Ишхе дук. Остановившись на хребте, часть группы отправилась вниз для изучения местности по бассейну реки Аксай (чеч. Яьсси). Согласно тайповым преданиям гендарганойцев, название реки Ясси появилась тогда, когда вернувшиеся гендарганойцы сообщили: «Яьсса ю и чоь» (это место пустое). Затем, убедившись, что место пустое, основали Гендарген.
Спустя 300 лет после основания села, жителей постигла эпидемия холеры. Выжившие гендарганойцы ушли в местность «Пхьочу», проходя через дымовую тоннель, специально прокопанную в холме для дезинфекции. Позже многие вернулись обратно в Гендерген. При этом хутор Пхьочу просуществовал вплоть до депортации чеченцев.

Как отмечает Ахмад Сулейманов, в древности у гендарганойцев с Гендаргана был свой обряд, совершавшийся на холме «Холлам-гу», рядом с высоким памятником погибшему воину за свободу. Согласно этому обряду, всех нарушителей традиций, предателей, трусов и воров подвергали наказанию. Говоря о характере наказания, Сулейманов писал:
Наказание носило различные характеры: всенародное проклятие, предание анафеме с сооружением холма из камней, комьев сухой глины - так наз. «сардаман кӏарлагӏа», оскорбление плевками в лицо всеми жителями селения, оскорбление нанесением ударов палками, камнями. В исключительных случаях «На холме памятника» - «ХIоллам гу» - преступника предавали казни.

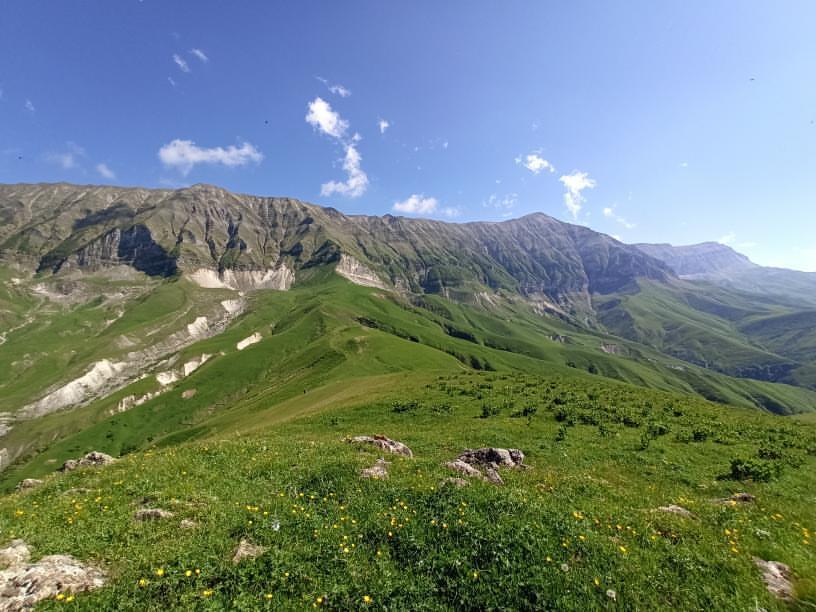
Гендаргной-лам

В какой-то, точно не установленный период, гендергенцы столкнулись с грузинскими феодалами, считавшими Ишхе-Дук своим владением. В результате многолетних противостояний гендергенцы заняли под скалистым хребтом гору, площадь которой составляет ок. 900 гектаров. Гора получила имя: «Гендаргной-лам» (гора гендарганойцев). Несколько десятков семей гендарганойцев жило непосредственно на этой горе вплоть до начала XX века, тогда по требованию советских властей они были вынуждены покинуть гору. После депортации чеченцев и ингушей на горе был возведён колхоз, куда были заселены рабочие из соседнего Дагестана. Однако после распада СССР гендарганойцы сожгли колхоз, а рабочие были переселены обратно.
В XVII веке начинается массовое переселение гендарганойцев из Нашхи и Гендергена на предгорные, равнинные и Притеречные земли. В середине XVII века гендарганойцы заложили два поселения на равнине: Гендарганой-къотар (ныне Гендарганой юкъ на Юго-Востоке города Урус-Мартан), а также Батал-къотар, расположенный в центре Урус-Мартана. В 1722 году под натиском русских войск гендарганойцы вынуждены отступить к Сунже, где основали аул Чача. В 1758 году этот аул был уничтожен войсками под командованием кизлярского коменданта Фрауендорфа и тогда же гендарганойцы отступили к своим родовым хуторам. В начале XIX века возникло поселение Урус-Мартан, разросшееся из четырёх аулов: Гендарганой-къотар, Батал-къотар, Беной-къотар и Пешхой-къотар. В этой области гендарганойцы играли наиболее значимую роль и до появления селения Урус-Мартан, и после.
В тот же период истории, в первой половине XVIII века в Ичкерии действовал полководц Кёхарса из Гендергена. Предположительно, он являлся председателем совета страны «Мехк-кхел», а также возглавлял борьбу ичкеринцев с дагестанскими, кабардинскими и грузинскими феодалами. К началу XIX века уже по всей территории Чечни действовала группа полководцев родом из Гендергена, а само село считалась одним из главных деревнь Большой Чечни, где, по мнению русского исследователя Семёна Броневского, жили не мирные и независимые чеченцы. По этой причине Гендерген дважды подвергся сожжению.

## Сражения/войны

### XIX век
В начале XIX века одним из лидеров национально-освободительного движения чеченцев являлся уроженец Мартан-аула Чулик Гендаргеноев (Сайкаев), который в русских источниках фигурирует как один из самых авторитетных людей в Чечне того времени. После нескольких поражений в боях с войсками генералов Булгакова и Гудовича в 1808 году, Чулик Гендаргеноев и Бейбулат Таймиев были вынуждены приостановить военные действия и заключить мирный договор с русскими властями. Племянник Чулика — Исмайлин Дуда — стал известен не только как один из ближайших сподвижников Бейбулата Таймиева, но и тем, что защищал интересы бедных и обездоленных.

### Событие вГерзель-ауле(1825)
По некоторым утверждениям, Учар-Хаджи родился в селении Гендерген, в прихожей чужого дома, когда его родители бежали от наступающих войск. По этой причине они приняли решение назвать сына Учар (чеч. Уьчар), что обозначает на чеченском языке «из-прихожей». Согласно некоторым источникам, Учар-Хаджи имел глубокие познания в религии, бывал в Хадже и какое-то время прожил в Мекке. Вернувшись оттуда, работал муллой в разных селениях Чечни и Дагестана. Событие, сделавшее его известной исторической личностью, произошло в середине 1825 года. Тогда Учар-Хаджи вместе с другими чеченскими старшинами принимал участие во встрече с царскими генералами в Герзель-ауле. В ходе обсуждения спорных моментов один из генералов схватил за бороду Учар-Хаджи, в результате чего Учар-Хаджи заколол генералов Николая Грекова и Дмитрия Лисаневича. После этого между чеченскими старшинами и царскими войсками развязался бой, в ходе которого практически все старшины были убиты.

### Братья Гендаргеноевские
В 1839 году в битве при Ахульго в Дагестане был полностью разгромлен имамат, Шамиль бежал в Чечню и скрывался в горах Шатоя. До конца 1839 года Шамиль предпринимал попытки привлечь на свою сторону Ису Гендергеноевского, являвшегося на тот момент крупнейшим военачальником в Чечне и Дагестане. В начале 1840 года Иса Гендергеноевский пригласил Шамиля на съезд чеченских военачальников в Урус-Мартане. 7 марта Шамиль прибыл в Урус-Мартан. На следующей день, 8 марта 1840 года, Иса Гендергеноевский от имени чеченцев обратился к Шамилю с призывом возглавить Северо-Кавказский имамат. По данным генерал-майора Пирятинского, армия Шамиля, насчитывающая 200 мюридов, после Урус-Мартановского съезда увеличилась за счет чеченских подразделений на 10 000 человек. К середине 1840 года имам Шамиль вместе с братьями Гендергеноевскими вторгся в Дагестан, разгромил пророссийские силы и установил свою власть на значительной части территории Дагестана. В 1840—1845 годах братья Иса и Муса принимали активное участие во многих сражениях, в ходе которых они добивались значительных успехов. Кроме того, руководили наибствами Большой Чечни, Малой Чечни и Аухом.

### Братья Мамаевы

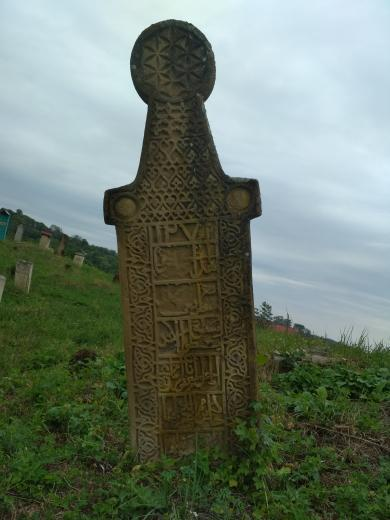
Могила наиба Хозы

Когда Шамиль возглавил народно-освободительную борьбу горцев Дагестана в 1834 году, уроженец селения Гендарген по имени Мома примкнул к этому движению и воевал на его стороне в Дагестане. Как утверждает дагестанский историк М. Гамзаев, Мома также принимал непосредственное участие в Битве при Ахульго и был одним из немногих, кто сражался рядом с Шамилем до конца в те дни. В 1851—1857 годах сыновья Момы Хату и Хоза наибствовали в Аухе.

### Гражданская война в России
В начале XX века представители тайпа Гендарганой продолжили играть заметную роль в военно-политической жизни Чечни. В ходе Гражданской войны в России, затронувшей и Чечню, по обеим сторонам конфликта действовали влиятельные предводители происходившие из тайпа Гендарганой. Одним из них был Билу-Хаджи Гайтаев из Мартан-Чу. Под его руководством урусмартановцы принимали участие в Алаханюртовском и Гойтинском сражениях с армией Антона Деникина, а также в освобождении равнинной Чечни от белогвардейцев. Другой — Ибрагим Чуликов, возглавивший комитет по очищению Чечни от большевиков и Узун-Хаджи. В октябре 1919 года он совершил крупный военный поход против большевиков и группировок Узун-Хаджи, в результате которой практически вся плоскостная Чечня была освобождена от незаконных вооружённых формирований.
В тот же период в Хасавюртовском округе (ныне в составе Дагестана) действовал Кехурса Темиргириев, который был родом из Гендергена. В 1919—1920 годах он занимал должность начальника Хасавюртовского округа в Северо-Кавказском эмирате. Находясь в этой должности, руководил освобождением чеченских селений в Хасавюртовском округе от отрядов Деникина.

### Вторая мировая война

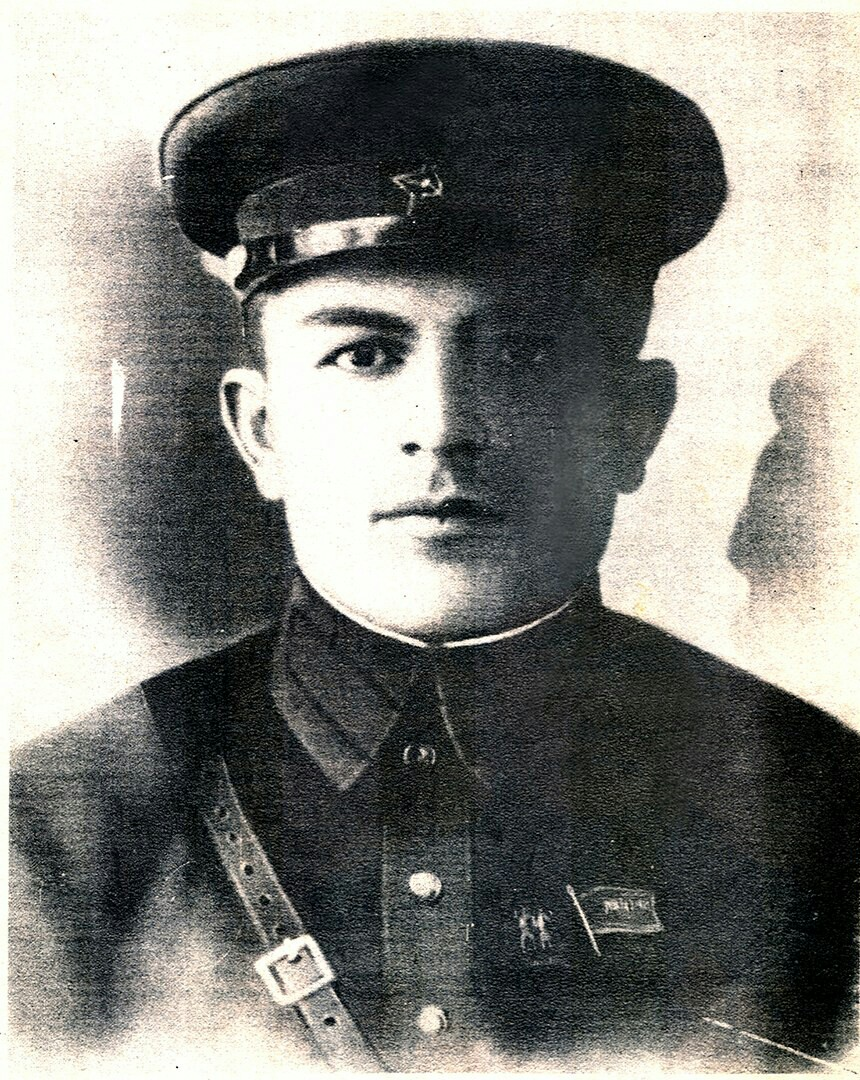
Али Гучигов

Сотни представителей тайпа Гендарганой воевали во Второй мировой войне, среди которых Герой России Мовлди Умаров, дважды представленный к званию Героя советского союза Али Гучигов, кавалер ордена красного знамени Абдулла Гериханов и многие другие.

### Война в Чечне (1994—2009)
Несколько тысяч представителей тайпа Гендарганой принимали участие в первой и второй войнах в Чечне в 1994—2009 годах. Во время первой войны известность получили пять братьев Такаевых из Урус-Мартана, возглавлявшие спецназ Президентской гвардии ЧРИ. Во время Второй войны гендарганойские амиры стояли во главе Исламской бригады ИБ, Грозненского и Урус-Мартановского джамаатов. В 2000 году ими была развязана жёсткая диверсионная война в Центральной и Западной Чечне, длившаяся до осени 2005 года. В течение пяти лет десятки командиров из тайпа Гендарганой были убиты, в том числе Рамзан, Ризван и Зелимхан Ахмадовы, Халид и Ислам Седаевы, Султан и Адлан Газуевы, Аслан Дукузов, Муса и Иса Гельхаевы, Магомед-Эми Яндарбаев, Тимур Абубакаров, Солсбек Шадукаев, Хамзат Тушаев и другие.

## Религия

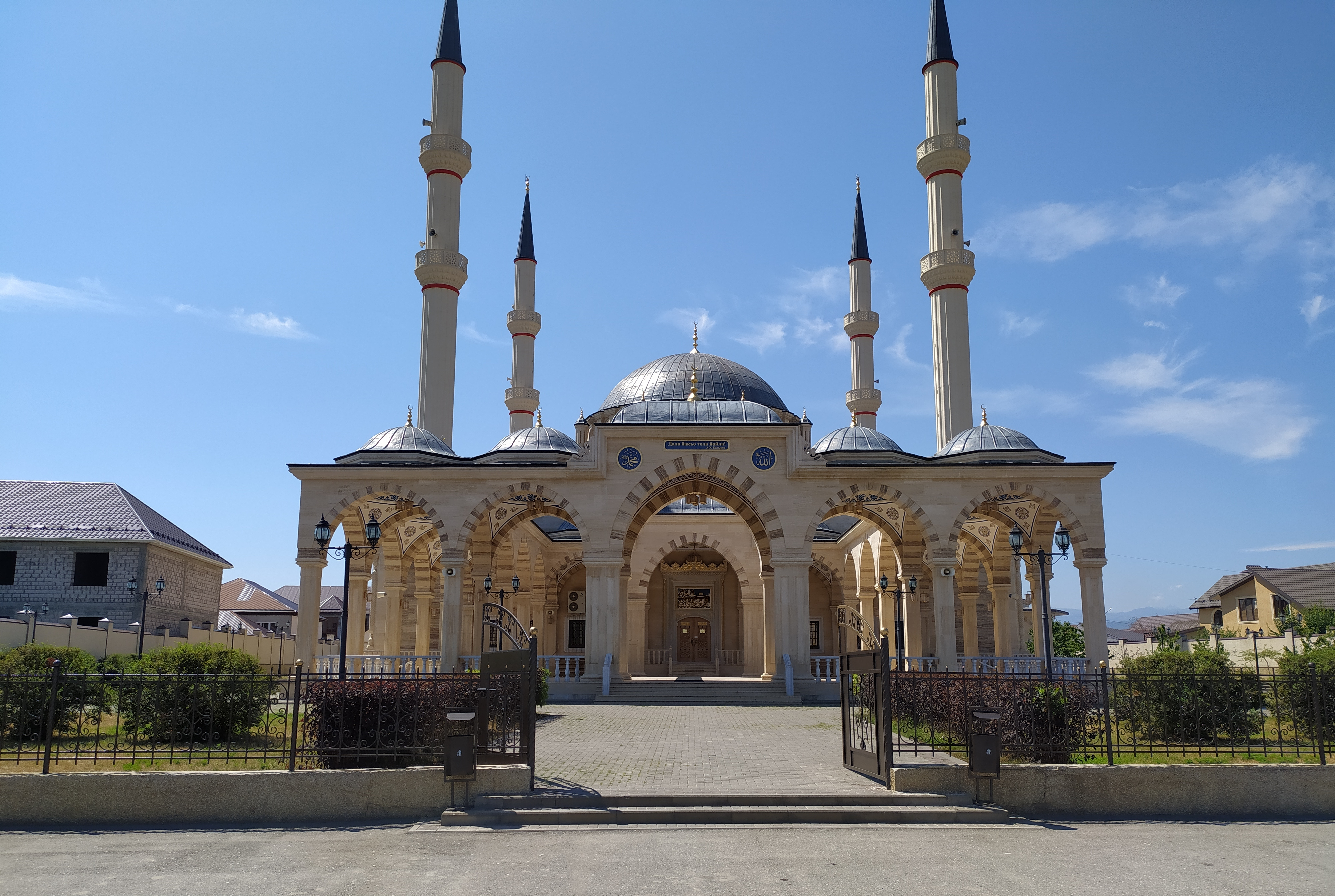
Мечеть имени представителя тайпа Гендарганой Вахи Джамалханова в городе Урус-Мартан

Исповедуют ислам суннитского толка. Согласно Ахмаду Сулейманову, до принятия ислама жившие в Гендергене гендарганойцы совершали моления языческому богу Ерди, используя в качестве культового места Ердите, расположенный к западу от села Гендерген.